# Колвін (Пенсільванія)
Колвін (англ. Colwyn) — місто (англ. borough) в США, в окрузі Делавер штату Пенсільванія. Населення — 2474 особи (2020).

## Географія
Колвін розташований за координатами 39°54′43″ пн. ш. 75°15′11″ зх. д. / 39.91194° пн. ш. 75.25306° зх. д. (39.911809, -75.253077).  За даними Бюро перепису населення США в 2010 році місто мало площу 0,67 км², уся площа — суходіл.

## Демографія
Згідно з переписом 2010 року, у селищі мешкало 2546 осіб у 824 домогосподарствах у складі 597 родин. Густота населення становила 3803 особи/км².  Було 916 помешкань (1368/км²).
Расовий склад населення:
| - 80,1 % — чорних або афроамериканців - 15,9 % — білих - 0,7 % — азіатів |

До двох чи більше рас належало 2,6 %. Частка іспаномовних становила 1,6 % від усіх жителів.
За віковим діапазоном населення розподілялося таким чином: 33,0 % — особи молодші 18 років, 60,8 % — особи у віці 18—64 років, 6,2 % — особи у віці 65 років та старші. Медіана віку мешканця становила 29,3 року. На 100 осіб жіночої статі у селищі припадало 83,2 чоловіків;  на 100 жінок у віці від 18 років та старших — 74,8 чоловіків також старших 18 років.
Середній дохід на одне домашнє господарство  становив 47 111 долар США (медіана — 42 414), а середній дохід на одну сім'ю — 57 209 доларів (медіана — 55 664). Медіана доходів становила 39 375 доларів для чоловіків та 31 840 доларів для жінок. За межею бідності перебувало 18,7 % осіб, у тому числі 26,3 % дітей у віці до 18 років та 7,0 % осіб у віці 65 років та старших.
Цивільне працевлаштоване населення становило 1238 осіб. Основні галузі зайнятості: освіта, охорона здоров'я та соціальна допомога — 40,5 %, роздрібна торгівля — 18,7 %, транспорт — 9,6 %, науковці, спеціалісти, менеджери — 9,1 %.